# 普林斯顿 (西弗吉尼亚州)
普林斯顿是美国西弗吉尼亚州默瑟县的一个城市，也是该县的县城。  2020年人口普查时的人口为5,872人。它是布卢菲尔德小都市区的一部分。该市是阿巴拉契亚联盟普林斯顿哨猪棒球俱乐部的主场。

## 历史
普林斯顿因新泽西州普林斯顿的普林斯顿战役而得名，默瑟县的命名人休·默瑟将军就在此地牺牲。1837年该县成立时，威廉·史密斯捐赠了1.5英亩土地作为县法院所在地，即后来的普林斯顿。
普林斯顿所在的默瑟县在1861年弗吉尼亚脱离联邦的公投中投了赞成票。尽管内战期间普林斯顿境内没有发生过任何重大战役，但1862年5月17日发生了鸽子栖息之战，又称普林斯顿法院之战，南方邦联在保卫都柏林铁路的过程中取得了胜利。在此期间城镇遭到了严重破坏，仅有一栋房屋幸存。虽然遭到战争的破坏，普林斯顿和默瑟县继续支持南部邦联，并不包括在新成立的卡诺瓦州（最终名为西弗吉尼亚州）的原始县中。讽刺的是，普林斯顿被联邦军（北军）作为了指挥所。
19世纪末，在西弗吉尼亚州南部，煤炭开采和铁路运输相结合，形成了一个新兴产业。该地区的大部分烟煤被运往西北的五大湖，或东北部巴尔的摩和俄亥俄铁路在巴尔的摩的煤炭码头，或运往弗吉尼亚州东部世界上最大的不冻港汉普顿锚地。
20世纪后半叶开始，由于煤炭工业自动化技术重大进步，加上工业外迁至其他国家，包括普林斯顿和默瑟县在内的西弗吉尼亚州乃至整个东北部地区都出现了严重的衰退。普林斯顿的人口从1980年代以后逐步减少。

## 地理和气候
根据美国人口普查局的数据，该市总面积为3.05平方英里（7.90平方公里），其中3.01平方英里（7.80平方公里）为陆地，0.04平方英里（0.10平方公里（为水域。
普林斯顿的平均海拔为2400英尺，最高点海拔3100英尺，最低点海拔1700英尺。

## 人口统计
| 调查年                     | 人口  | 备注 | %±     |
| -------------------------- | ----- | ---- | ------ |
| 1890                       | 320   |      | —      |
| 1910                       | 3,027 |      | —      |
| 1920                       | 6,224 |      | 105.6% |
| 1930                       | 6,955 |      | 11.7%  |
| 1940                       | 7,426 |      | 6.8%   |
| 1950                       | 8,279 |      | 11.5%  |
| 1960                       | 8,393 |      | 1.4%   |
| 1970                       | 7,253 |      | −13.6% |
| 1980                       | 7,538 |      | 3.9%   |
| 1990                       | 7,043 |      | −6.6%  |
| 2000                       | 6,347 |      | −9.9%  |
| 2010                       | 6,432 |      | 1.3%   |
| 2020                       | 5,872 |      | −8.7%  |
| U.S. Decennial Census 2020 |       |      |        |

### 2010年人口普查
根据2010年美国人口普查，该市共有6,432人、3,030户家庭和1,683个家族。人口密度为每平方英里2,136.9人（每平方公里825.1人）。共有3,489个住房单元，平均密度为每平方英里1,159.1个（每平方公里447.5个）。该市的种族构成为90.7%白人、6.3%非裔美国人、0.3%美洲原住民、0.8%亚裔、0.2%其他种族，以及1.8%来自两个或多个种族。任何种族的西班牙裔或拉丁裔占人口的1.1%。
共有3,030 户家庭，其中24.1%有18岁以下儿童与其同住，36.5%为同居夫妇，14.6%为无丈夫的女性户主，4.5%为无妻子的男性户主，44.5%为非家庭。所有家庭中有38.3%由个人组成，18.4%有65岁或以上的独居者。平均户规模为2.12，平均家庭规模为2.79。
该市居民的平均年龄为42.6岁。19.4%的居民年龄在18岁以下；9.2%的居民年龄在18至24岁之间；24.4%的居民年龄在25至44岁之间；26.6%的居民年龄在45至64岁之间；20.7%的居民年龄在65岁及以上。该市居民的性别构成为46.5%为男性，53.5%为女性。

### 2000年人口普查
根据2000年美国人口普查，该市共有6,347人、2,967户家庭和1,661个家族。人口密度为每平方英里2,116.6人（每平方公里 816.9人）。共有3,371个住房单元，平均密度为每平方英里1,124.2套（每平方公里433.9套）。该市的种族构成为92.03%白人、6.21%非裔美国人、0.30%美洲原住民、0.43%亚裔、0.02%太平洋岛民、0.19%其他种族，以及0.84%来自两个或多个种族。任何种族的西班牙裔或拉丁裔占人口的0.52%。
共有2,967户家庭，其中20.0%有18岁以下儿童与其同住，40.8%为同居夫妇，12.0%有一位没有丈夫的女性户主，44.0%为非家庭。所有家庭中有39.6%由个人组成，21.9%有65岁或以上的独居者。平均户规模为2.09，平均家庭规模为2.79。